# Inkhundla Sandleni
L'Inkhundla Sandleni è uno dei quattordici tinkhundla del distretto di Shiselweni, nell'eSwatini.

## Geografia antropica

### Suddivisioni amministrative
L'Inkhundla è suddiviso nei 10 seguenti imiphakatsi: Bufaneni, Enkalaneni, Ka-Nzameya, Kagasa, Kontjingila, Mbelebeleni, Mphini, Ngololweni, Nkhungwini, Tibondzeni.